# Радомирешти (Бакау)
Радомирешти (рум. Radomirești) насеље је у Румунији у округу Бакау у општини Летеа Веке. Oпштина се налази на надморској висини од 149 m.

## Становништво
Према подацима из 2002. године у насељу је живело 226 становника, од којих су сви румунске националности.